# Jiuquan

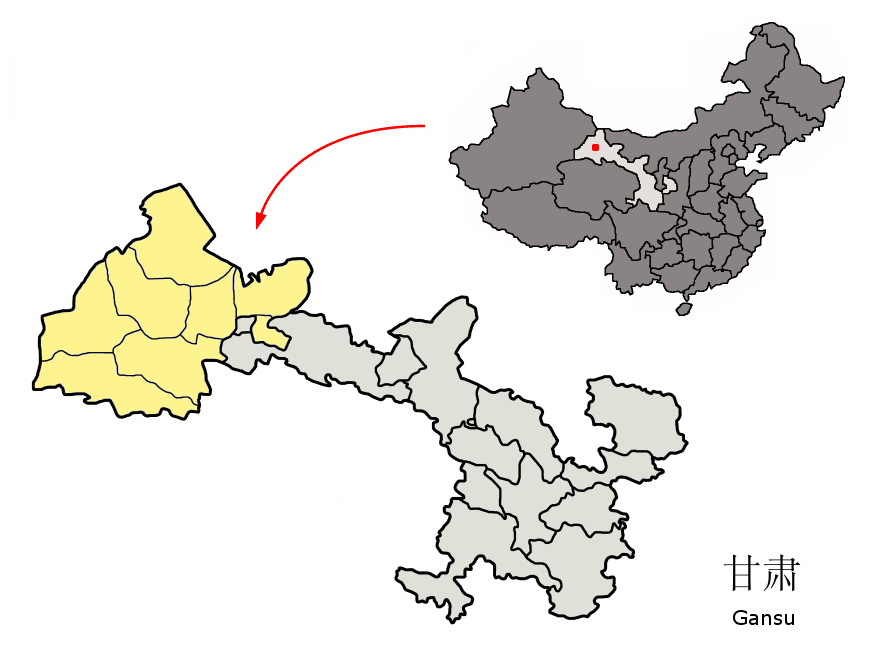
Localização de Jiuquan na Província de Gansu.

Jiǔquán (chinês: 酒泉) é uma prefeitura com nível de cidade na província de Gansu, na China. Em 1873, a cidade foi palco de uma importante batalha durante a Revolta Dungan.